# Belfast West (circonscription du Parlement d'Irlande du Nord)
Pour les articles homonymes, voir Belfast West.
Belfast West était une circonscription de borough du Parlement d'Irlande du Nord de 1921 à 1929. Elle a élu quatre MPs, utilisant la représentation proportionnelle au moyen du vote unique transférable.

## Limites
Belfast West a été créé par le Government of Ireland Act 1920 et comprenait les quartiers de Court, Falls, St Anne's, St George's, Smithfield et Woodvale wards du comté de Belfast). La loi de 1929 sur la Chambre des communes (méthode de vote et de redistribution des sièges) (Irlande du Nord) a divisé la circonscription en quatre circonscriptions élues au scrutin uninominal à un tour : Belfast Central, Belfast Falls, Belfast St Anne's et Belfast Woodvale.

## Second Dáil
En mai 1921, le Dáil Éireann, le parlement de la République irlandaise autoproclamée dirigée par le Sinn Féin, a adopté une résolution déclarant que les élections à la Chambre des communes d'Irlande du Nord et à la Chambre des communes d'Irlande du Sud seraient utilisées comme élection pour le deuxième Dáil. Tous les élus figuraient sur la liste du deuxième Dáil, mais comme aucun MP du Sinn Féin n'a été élu pour Belfast West, il n'y était pas représenté.

## Politique
Belfast South était une région à prédominance unioniste avec quelques poches de force nationaliste, élisant trois unionistes et un nationaliste en 1921 et un unioniste, un unioniste indépendant, un nationaliste et un membre du parti travailliste en 1925.

## Membres du Parlement
| Élection                         | MP (Parti) | MP (Parti)                              | MP (Parti)              | MP (Parti)             | MP (Parti) | MP (Parti)              | MP (Parti) | MP (Parti)                  |
| -------------------------------- | ---------- | --------------------------------------- | ----------------------- | ---------------------- | ---------- | ----------------------- | ---------- | --------------------------- |
| MPs (1921)                       |            | William J. Twaddell (UUP)               |                         | Robert John Lynn (UUP) |            | Thomas Henry Burn (UUP) |            | Joseph Devlin (Nationalist) |
| MPs (élection partielle de 1923) |            | Philip James Woods Independent Unionist |                         | Robert John Lynn (UUP) |            | Thomas Henry Burn (UUP) |            | Joseph Devlin (Nationalist) |
| MPs (1925)                       |            | Philip James Woods Independent Unionist | Billy McMullen (Labour) | Robert John Lynn (UUP) |            |                         |            | Joseph Devlin (Nationalist) |

## Résultats des élections
| Parti                                                                   | Parti                | Candidat          | %     | Comptage | Comptage | Comptage | Comptage |
| Parti                                                                   | Parti                | Candidat          | %     | 1        | 2        | 3        | 4        |
| ----------------------------------------------------------------------- | -------------------- | ----------------- | ----- | -------- | -------- | -------- | -------- |
|                                                                         | Ulster Unionist      | Thomas Henry Burn | 24.88 | 13,298   |          |          |          |
|                                                                         | Nationalist          | Joseph Devlin     | 19.87 | 10,621   | 10,628   | 10,629   | 10,632   |
|                                                                         | Ulster Unionist      | William Twaddell  | 19.30 | 10,316   | 10,558   | 11,509   |          |
|                                                                         | Ulster Unionist      | Robert John Lynn  | 17.43 | 9,315    | 11,646   |          |          |
|                                                                         | Sinn Féin            | Denis McCullough  | 11.73 | 6,270    | 6,272    | 6,274    | 6,274    |
|                                                                         | Sinn Féin            | Seán MacEntee     | 5.53  | 2,954    | 2,954    | 2,955    | 2,955    |
|                                                                         | Belfast Labour Party | John Hanna        | 0.69  | 367      | 380      | 380      | 383      |
|                                                                         | Nationalist          | Richard Byrne     | 0.58  | 311      | 323      | 323      | 323      |
| Électorat : 57,914 Valide : 53,452 Quota : 10,691 Participation : 92.3% |                      |                   |       |          |          |          |          |

Devlin ne siégea pas.
Twaddell est assassiné le 22 mai 1922.
| Parti         | Parti                                              | Candidat                                           | Voix   | %    | ±     |
| ------------- | -------------------------------------------------- | -------------------------------------------------- | ------ | ---- | ----- |
|               | Independent Unionist                               | Philip James Woods                                 | 25,761 | 55,3 | New   |
|               | Ulster Unionist                                    | Joseph Davison                                     | 19,360 | 41,6 | -20.0 |
| Majorité      | Majorité                                           | Majorité                                           | 7,859  | 13,7 | N/A   |
| Participation | Participation                                      | Participation                                      | 46,597 | 69,3 | -23.0 |
|               | Independent Unionist vainqueur sur Ulster Unionist | Independent Unionist vainqueur sur Ulster Unionist | Swing  |      |       |

| Parti                                                                  | Parti                | Candidat           | %     | Comptage | Comptage | Comptage | Comptage | Comptage | Comptage |
| Parti                                                                  | Parti                | Candidat           | %     | 1        | 2        | 3        | 4        | 5        | 6        |
| ---------------------------------------------------------------------- | -------------------- | ------------------ | ----- | -------- | -------- | -------- | -------- | -------- | -------- |
|                                                                        | Nationalist          | Joseph Devlin      | 35.48 | 17,558   |          |          |          |          |          |
|                                                                        | Independent Unionist | Philip James Woods | 19.40 | 9,599    | 11,071   |          |          |          |          |
|                                                                        | Ulster Unionist      | Robert John Lynn   | 16.92 | 8,371    | 8,507    | 8,599    | 10,437   |          |          |
|                                                                        | Ulster Unionist      | Thomas Henry Burn  | 9.80  | 4,808    | 4,878    | 4,921    | 5,989    | 6,509    | 6,515    |
|                                                                        | Republican           | J. McConville      | 6.78  | 3,146    | 4,456    | 4,511    | 4,545    | 4,552    |          |
|                                                                        | Ulster Unionist      | R. Dickson         | 6.33  | 3,133    | 3,438    | 3,623    |          |          |          |
|                                                                        | NI Labour            | Billy McMullen     | 5.80  | 2,869    | 7,237    | 7,795    | 8,002    | 8,015    | 10,345   |
| Électorat : 65,550 Valide : 49,484 Quota : 9,897 Participation : 75.5% |                      |                    |       |          |          |          |          |          |          |

Devlin ne siégea pas.

## Sources
- Northern Ireland Parliamentary Election Results 1921-1972, compiled and edited by Sydney Elliott (Political Reference Publications 1973)